# И грянул гром (фильм)
«И грянул гром» (англ. A Sound of Thunder) — фантастический фильм 2005 года, снятый режиссёром Питером Хайамсом. Фильм основан на одноимённом рассказе американского писателя-фантаста Рэя Брэдбери в 1952 году.
Первоначально дата выхода фильма была установлена на 2002 год, но из-за крупного наводнения в Праге, где снимался фильм, и из-за возникших финансовых трудностей дата выхода была перенесена на более поздний срок.. В итоге кассовые сборы составили 11 млн долл. (в противопоставление 80 млн долл., затраченным на съёмки).
Рекламный слоган фильма: "Некоторые правила никогда не должны быть нарушены".

## Сюжет
Недалекое будущее, 2055 год. Путешествия во времени стали прибыльным бизнесом и отраслью туризма для богатых людей. Теперь любители экстремальных развлечений могут отправиться на машине времени в доисторическую эпоху, чтобы поохотиться на динозавров. Но путешественникам необходимо строго соблюдать правила: первое — ничего не оставлять после себя, второе — ничего не брать с собой назад, и третье — ничего не менять в прошлом. Даже незначительное нарушение правил может непредсказуемо повлиять на ход истории. Путешествия в прошлое строго контролируются специально созданным для этого Федеральным агентством управления временем. Например, динозавр, которого должны убить туристы, и так должен умереть через пять минут, увязнув в болоте и попав под извержение вулкана. С целью недопущения нарушения правил все ружья сблокированы с ружьём руководителя группы Трэвиса и не выстрелят раньше него.
Но в очередной экспедиции происходит сбой в оружии Трэвиса, и строго последовательный план нарушается. Вернувшись с сафари, экспедиция обнаруживает, что привычный мир катастрофически изменился. Изменения вызывать перемещение во времени под названием «Волна времени», который каждый раз идут волны всей земли происходят постепенно: в начале меняется климат, потом появляются растения и животные, которые появились вследствие нарушенной эволюции — это огромные растения с ядовитыми колючками, хищник, который, похоже, является смесью бабуина и велоцираптора, огромные угреподобные рыбы и сомоподобные гуманоиды (альтернативная эволюция человека). Удаётся выяснить, что в своём путешествии туристы сходят с тропы, и один из них в суматохе случайно наступает на бабочку и приносит её на ботинке в будущее. Члены экспедиции совместно с изобретательницей машины времени Соней Рэнд должны всё исправить, отправив командира экспедиции биолога Трэвиса Райера в прошлое на несколько секунд раньше того момента, когда бабочка погибнет. Если всё закончится благополучно, будущее станет таким же, как и было до этого, и люди не будут ничего помнить о произошедшем.

## В ролях
| Актёр                | Роль              |
| -------------------- | ----------------- |
| Эдвард Бёрнс         | Трэвис Райер      |
| Кэтрин Маккормак     | Соня Рэнд         |
| Бен Кингсли          | Чарльз Хаттон     |
| Джемайма Рупер       | Дженни Крайс      |
| Вилфрид Хочхолдингер | доктор Лукас      |
| Аугуст Зирнер        | Клэй Дэррис       |
| Кори Джонсон         | Кристиан Миддлтон |
| Джон Хайамс          | доставщик заказов |

## Интересные факты
- По задумке продюсеров режиссером картины должен был стать Ренни Харлин, а Пирс Броснан должен был исполнить главную роль. Но Ренни доснимался до того, что убрал основной элемент рассказа — бабочку на обуви одного из героев фильма, перенесенную из доисторической эпохи в наше время. Поэтому Ренни ушел из проекта и начал работать над картиной «Охотники за разумом» (2004).

- В 2002 году во время съемок в Чехии съемочная бригада столкнулась с не имевшим аналогов в истории наводнением, парализовавшим жизнь большей части Европы. Соответственно, часть бюджетных средств была выброшена в трубу, пострадали декорации, актеры, да и сам съемочный процесс растянулся на гораздо более длительный период времени.

- По словам Брэдбери, Харлин не хотел включать в фильм эпизод с бабочкой, являющийся ключевым моментом в рассказе.

- Владелец фирмы, занимающейся сафари во времени, сравнивает своих клиентов с Марко Поло, Христофором Колумбом и т.д. Среди прочих — некий Чарльз Брубакер, первым высадившийся на Марсе. Это персонаж другого фильма Хаймса «Козерог-1» (1978). Чарльза Брубакера играл актер Джеймс Бролин.

## Критика
Фильм получил преимущественно негативные отзывы как у зрителей, так и у  кинокритиков, которые на фоне хорошего сюжета отметили неубедительную игру актёров и крайне низкий уровень спецэффектов. На сайте Rotten Tomatoes фильм имеет рейтинг 6 % на основе 99 рецензий критиков со средней оценкой 2,8 из 10. На сайте Metacritic фильм получил оценку 26 из 100 на основе 26 рецензий, что соответствует статусу «в основном отрицательные отзывы».